# Чечора (притока Яузи)
Чечора (рос. Чечёра), також Чечера (рос. Чечера), Вільхівка (рос. Ольховка) — права притока річки Яузи. Довжина близько 4 км, повністю укладена в підземний колектор. Виток — на північ від Ярославського вокзалу. Протікає з півночі на південь, вздовж Нижньої Красносельської, Доброслобідської вулиць і Єлизаветинського провулку (південніше Денисівської провулку — безпосередньо під проїжджими частинами). Сучасне гирло — трохи нижче греблі Сиромятницького гідровузла.

## Походження назви
Топонім Чечёра розповсюджений в долині Оки, а також в західнослов'янських землях, і походить від древнього слов'янського терміна, що означав «річку з розгалуженням русла», у воронезьких говорах — старе заболочене русло річки.

## Історія
До включення в межі Москви на річці розташовувалися села Єлохово, раніше Єлох (відоме з XIV ст.) і Червоне (відоме з XV ст.) Назва «Єлохово» близька до гідроніма «Вільхівка» і походить від вільхи. Мала притоки Ольховець і Кукуй (Чечорку); річка Чорногрязка впадала в Яузу нижче гирла Чечори.
У верхів'ях Чечори-Вільхівки існував Червоний ставок площею понад 23 га, відомий з 1423 року. У XVII столітті на ньому, за переказами, знаходився царський літній палац, де любив бавитися молодий Петро I. На північ від ставу розташовувався Гарматний двір (арсенал), знищений в 1812 році. У XVIII столітті околиці Червоного ставу — місце народних розваг, тут в 1759 році побудований дерев'яний театр трупи Локателло, що обрушився в 1761 році.
Нижче за течією Чечори був ланцюг великих і малих ставків, завершувався парковим комплексом на місці теперішнього стадіону «Сокіл». Все це господарство не обслуговувалося належним чином, в результаті весняні розливи Чечори регулярно затоплювали околиці. З будівництвом трьох вокзалів і прилеглих до них складів ризик повеней став особливо нетерпимим, земля під ставком набула особливої ціни, і в 1901—1910 місто засипав Червоний ставок, а саму Чечору уклав в підземну трубу. На місці ставу виникли лісові склади. Роботи обійшлися місту в 143 000 рублів, а орендна плата з лісоторговців тільки за 1903—1910 склала 154 000 рублів. На карті міста з'явився нинішній Єлизаветинський провулок і Чечерський провулок (нині у складі Доброслобідської вулиці).
З кінця XIX століття і до створення Яузького гідровузла в 1936-1939 гирла Чечори і Чорногрязки об'єднані загальним масивом заболочених ставків по нинішній набережній академіка Туполєва.

## Колектор
Річка була частково захована в підземний колектор вже на початку XX століття. При будівництві Сиромятницького гідровузла рівень Яузи в районі гирла підвищився через підпор гідровузла. Тому в 1938 році колектор перебудований так, що замість впадання в Яузу близько Єлизаветинського провулка, Чечора в колекторі стала йти паралельно Яузі, Чорногрязка стала впадати в Чечору, і їх загальне гирло виявилося трохи нижче греблі гідровузла.